# 浦西街道
浦西街道，是中华人民共和国江苏省连云港市海州区下辖的一个乡镇级行政单位。

## 行政区划
浦西街道下辖以下地区：
同和社区、沈圩社区、蔷薇社区、后河社区、西桥社区、通池社区、新站社区、电台社区、新中社区、新洪社区、新西社区和财苑社区。